# German Sky Airlines
German Sky Airlines era uma companhia aérea alemã com sede em Düsseldorf.

## História
A German Sky Airlines foi fundada em 2004 em Düsseldorf como agente de viagens. Em agosto de 2010, ela recebeu seu primeiro Boeing 737-800. Em novembro de 2010, a companhia aérea recebeu uma licença operacional da Federal Aviation Office.
A companhia aérea encerrou as operações em 2012 após a falência da Sky Airlines.

## Frota

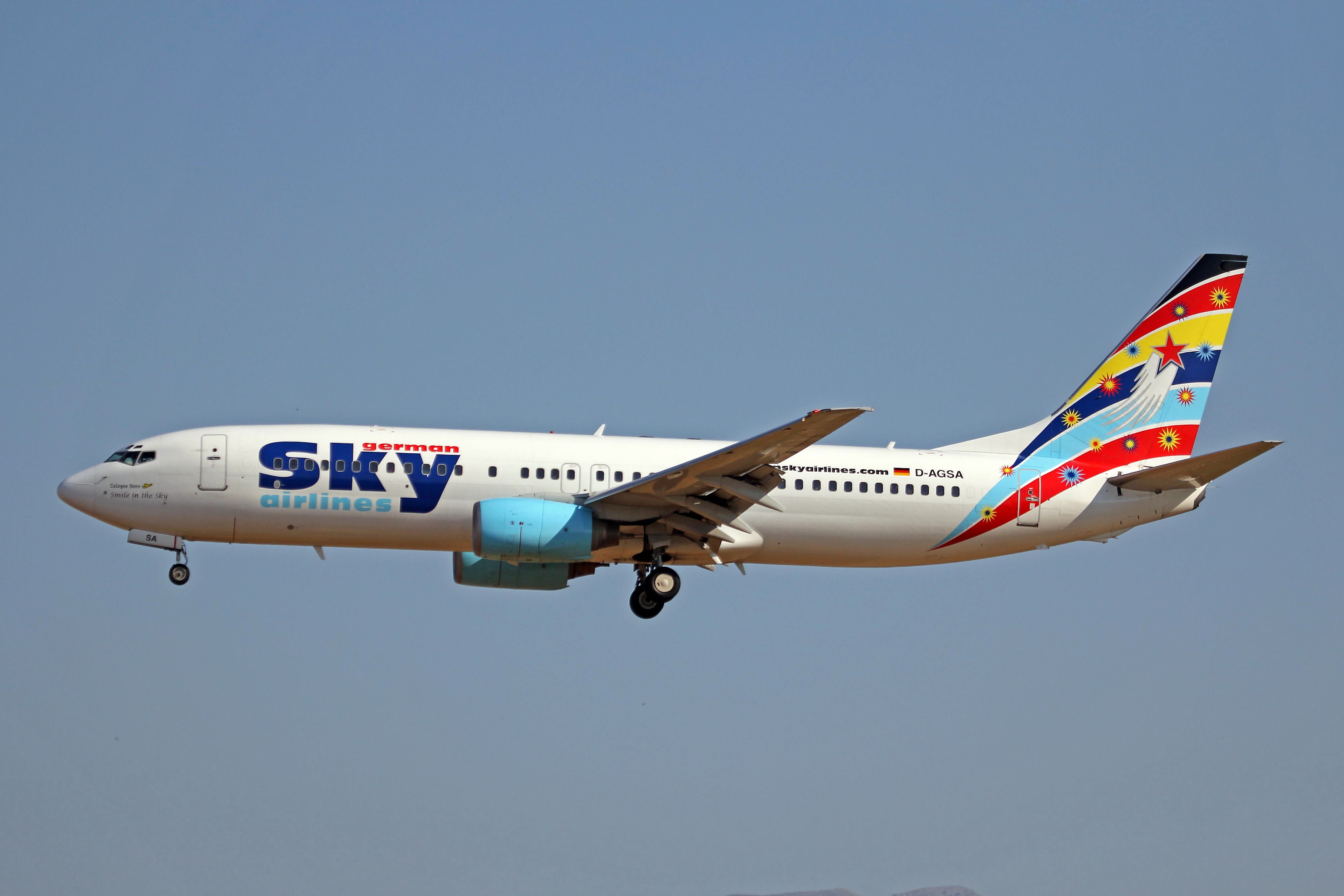
Um Boeing 737-800 da German Sky Airlines

A frota da German Sky Airlines consistia nas seguintes aeronaves (Novembro de 2011):
| Aeronaves      | Em Serviço | Ordens | Passageiros | Notas |
| -------------- | ---------- | ------ | ----------- | ----- |
| Boeing 737-800 | 2          | –      | 182         |       |
| Total          | 2          | 0      |             |       |